# Marth (kráter na Měsíci)

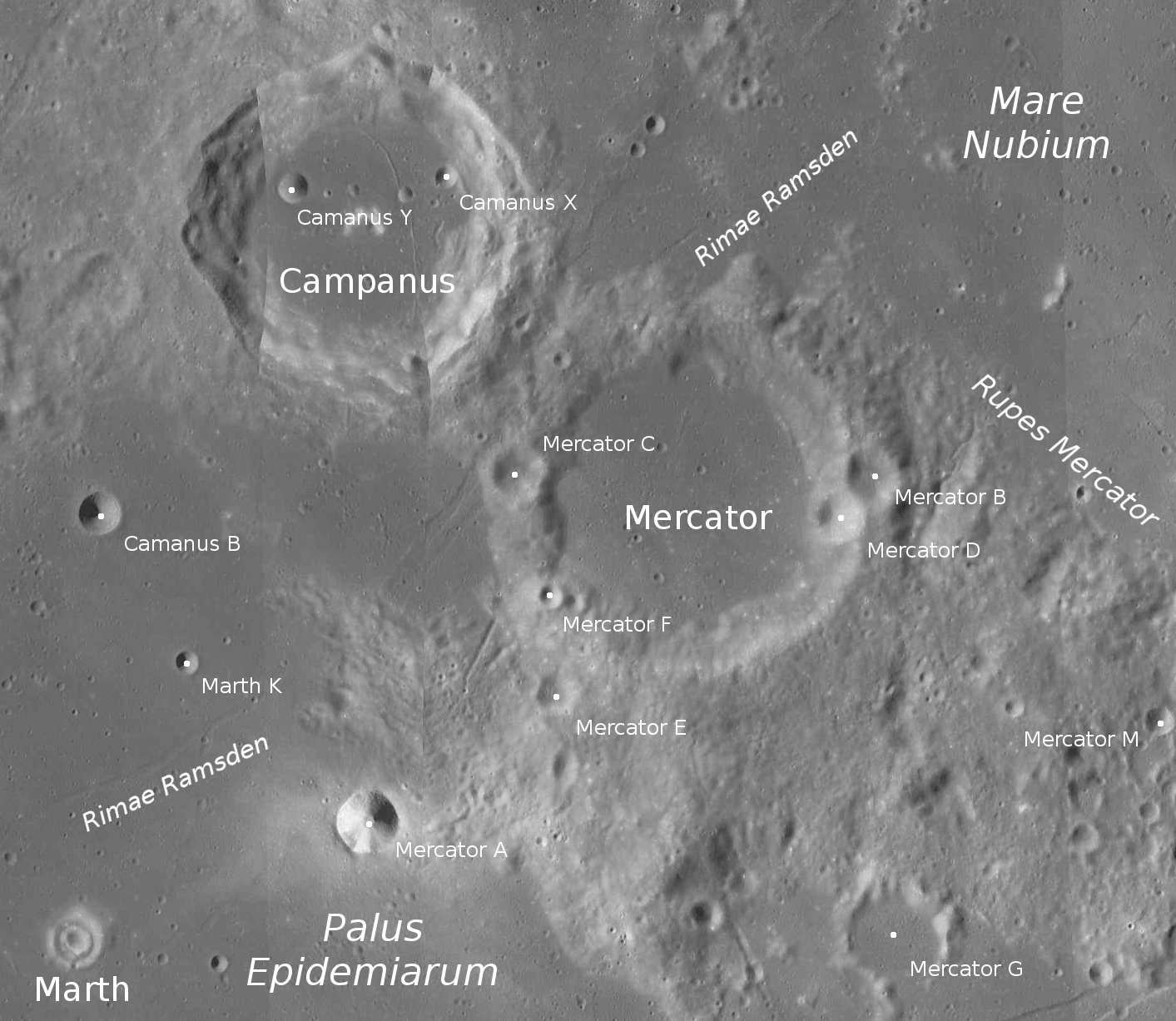
Poloha kráteru Marth (v levém spodním rohu snímku).

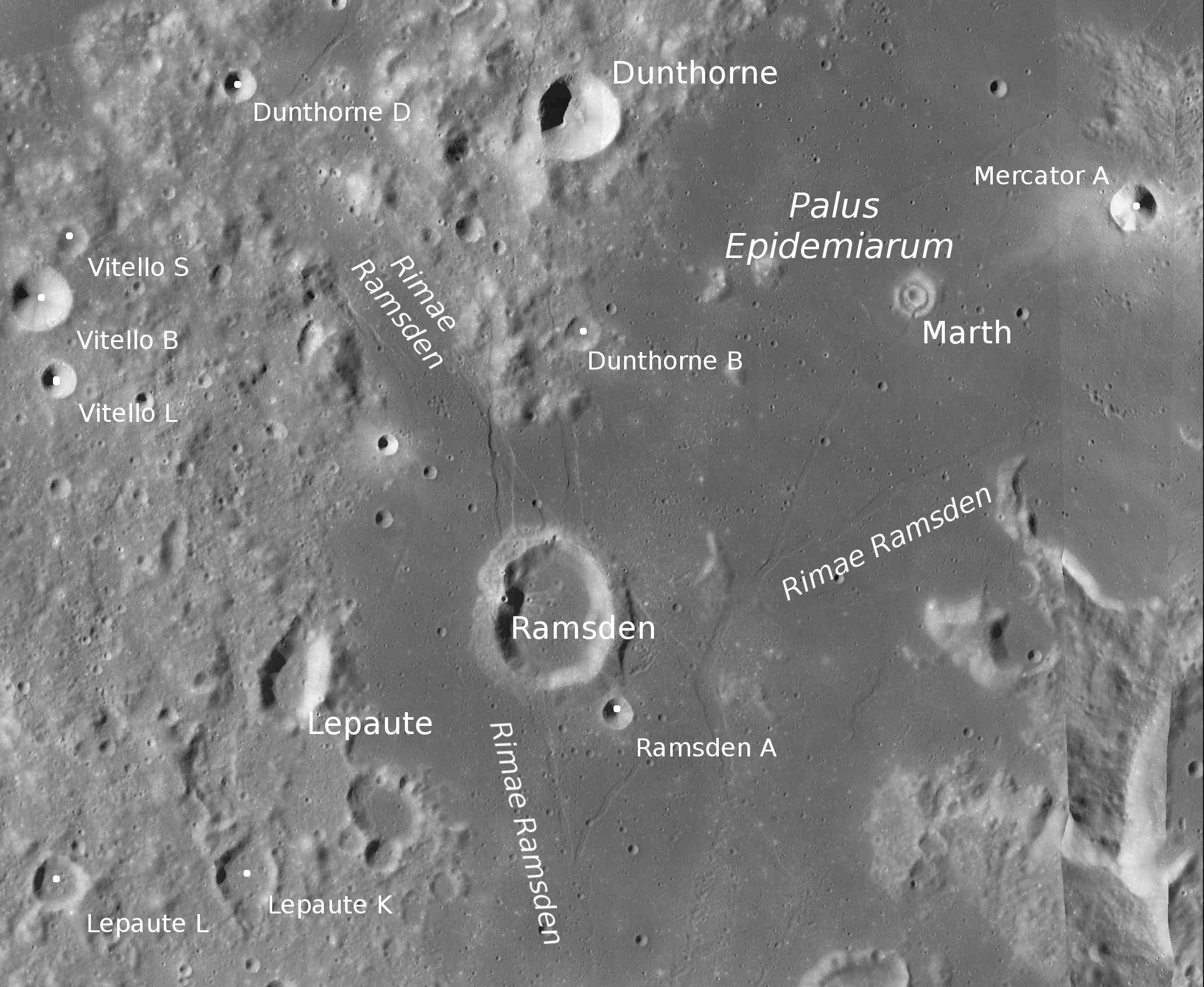
Kráter Marth na jiném snímku.

Marth je nevelký kráter nacházející se v severozápadní části měsíčního moře Palus Epidemiarum (Bažina epidemií) na přivrácené straně Měsíce. Je neobvyklý svým dvojitým okrajovým valem. Dalším kráterem tohoto typu je např. Hesiodus A.
Marth má průměr 7 km a leží v blízkosti měsíčních brázd Rimae Rimsden. Pojmenován je podle německého astronoma Alberta Martha. Jihozápadním směrem lze nalézt kráter Ramsden a severozápadně leží kráter Dunthorne.

## Satelitní krátery
V okolí se nachází satelitní kráter Marth K.
| Marth | Sel. šířka | Sel. délka | Průměr |
| ----- | ---------- | ---------- | ------ |
| K     | 29,9° J    | 28,7° Z    | 3 km   |